# Nowaki (destroyer)
Pour les articles homonymes, voir Nowaki.
Le Nowaki (野分) était un destroyer de classe Kagerō en service de la Marine impériale japonaise pendant la Seconde Guerre mondiale.

## Historique
À sa mise en service, le Nowaki rejoint la 4e Division de destroyer (« Desdiv 4 ») et est membre du 4e Escadron de destroyer (« Desron 4 »). Au début de la guerre du Pacifique, il sert de navire d'escorte lors de l'invasion des Philippines et de la Malaisie. Du 1er au 4 mars, il prend part à de nombreuses attaques de navires Alliés lors d'opérations en mer de Java en compagnie des croiseurs Maya, Atago, Takao et du destroyer Arashi. Le 1er mars, il coule avec l'Arashi le navire hollandais Toranja, le dragueur de mines britannique Scott Harley, et plus tard dans la journée capture le vapeur néerlandais Bintoehan. Le 2 mars, il participe au naufrage du HMS Stronghold, et le 3 mars, au naufrage de la canonnière USS Asheville. Le 4 mars, il assiste au naufrage du sloop australien HMAS Yarra (en), du cargo britannique Motor Minesweeper 51, du tanker Francol et du navire de dépôt Anking.
Pendant la bataille de Midway, le Nowaki secourt des survivants du porte-avions endommagé Akagi et il prend part à son sabordage. La même année, la Desdiv 4 est réaffectée à la 10e Escadron de destroyer (« Desron 10 ») basée à Truk. Fin 1942 et 1943, le navire opère dans la zone des Salomon.
De retour au Pacifique central après un voyage au Japon, le Nowaki participe à la bataille de la mer des Philippines. Lors de la bataille de Samar le 25 octobre 1944, le Nowaki lance des attaques à la torpille contre des porte-avions d'escorte américains. Il contribue au naufrage du destroyer USS Johnston. Il semble que c'est le destroyer Nowaki qui acheva l'épave du croiseur lourd Chikuma en fin de matinée du 25 octobre à la position 11° 25′ N, 126° 36′ E, après avoir récupéré les survivants, mais une étude récente suggère un naufrage causé par les attaques américaines, le Nowaki se contentant de récupérer les survivants.
Après avoir été paralysé par des tirs des croiseurs américains Vincennes, Miami et Biloxi le 26 octobre, il est achevé par des torpilles de l'USS Owen, à 65 milles marins (100 km) à l'est-sud-est de Legaspi, à la position 13° 00′ N, 124° 54′ E.